# Jiří Hunkes
Jiří Hunkes (* 31. Juli 1984 in Brno, Tschechoslowakei) ist ein tschechischer Eishockeyspieler, der zuletzt bei den Schwenninger Wild Wings in der Deutschen Eishockey Liga spielte.

## Karriere
Jiří Hunkes begann seine Karriere als Eishockeyspieler in seiner Heimatstadt in der Nachwuchsabteilung des HC Kometa Brno, in der er bis 2000 aktiv war. Anschließend wechselte er in die Nachwuchsabteilung des HC Oceláři Třinec, für dessen Profimannschaft er von 2002 bis 2006 in der tschechischen Extraliga aktiv war. In diesem Zeitraum lief der Verteidiger zudem wiederholt als Leihspieler in der 1. Liga, der zweiten tschechischen Spielklasse, auf und kam in dieser für den HC Ytong Brno, den HC Havířov und den HK Jestřábi Prostějov zum Einsatz. Die Saison 2006/07 verbrachte er in der finnischen SM-liiga, in der er zunächst für Lukko Rauma und in der Schlussphase der Spielzeit für Pelicans Lahti auf dem Eis stand. Von 2007 bis 2011 trat der ehemalige Nationalspieler für Bílí Tygři Liberec in der Extraliga an. Einzig das Ende der Saison 2008/09 verbrachte er bei dessen Ligarivalen BK Mladá Boleslav. 
Zur Saison 2011/12 wurde Hunkes vom HC Lev Poprad aus der Kontinentalen Hockey-Liga verpflichtet. Nach Ablauf der Saison zog das Franchise nach Prag um und Hunkes erhielt im Mai 2012 einen neuen Vertrag beim HC Lev Prag.
Nachdem er die Saison 2013/14 bei den Bílí Tygři Liberec in der Extraliga verbracht hatte, wechselte er im Juni 2014 zum HK Lada Toljatti, der zur Saison 2014/15 in die KHL zurückkehrte.

### International
Für Tschechien nahm Hunkes im Juniorenbereich ausschließlich an der U18-Junioren-Weltmeisterschaft 2002 teil, bei der er mit seiner Mannschaft die Bronzemedaille gewann. Im Seniorenbereich stand er 2006 und 2007 jeweils im Aufgebot seines Landes bei der Euro Hockey Tour.

## Erfolge und Auszeichnungen
- 2002 Bronzemedaille bei der U18-Junioren-Weltmeisterschaft

## Karrierestatistik
(Legende zur Spielerstatistik: Sp oder GP = absolvierte Spiele; T oder G = erzielte Tore; V oder A = erzielte Assists; Pkt oder Pts = erzielte Scorerpunkte; SM oder PIM = erhaltene Strafminuten; +/− = Plus/Minus-Bilanz; PP = erzielte Überzahltore; SH = erzielte Unterzahltore; GW = erzielte Siegtore; 1 Play-downs/Relegation; Kursiv: Statistik nicht vollständig)